# Champrond-en-Perchet
Champrond-en-Perchet település Franciaországban, Eure-et-Loir megyében. Lakosainak száma 389 fő (2022. január 1.). Champrond-en-Perchet Trizay-Coutretot-Saint-Serge és Arcisses községekkel határos.

## Népesség
A település népességének változása:
| Lakosok száma | 151  | 440  | 456  | 409  | 395  | 400  | 405  | 413  | 405  | 389  |
|               | 1968 | 1982 | 1990 | 2006 | 2013 | 2015 | 2017 | 2019 | 2020 | 2022 |